# Ib Jacquet
Ib Jacquet (ur. 12 kwietnia 1956 w Vejle) – duński piłkarz występujący podczas kariery na pozycji napastnika.
Wychowanek Vejle BK. Król strzelców w barwach tej drużyny w sezonie 1982 duńskiej ekstraklasy. Zanotował dwa występy w reprezentacji Danii U-21.